# الجيرة (إب)

تعديل مصدري - تعديل

الجيرة محلة تابعة لقرية شعب الجمل، التابعة لعزلة شعب يافع بمديرية إب إحدى مديريات محافظة إب في الجمهورية اليمنية.، بلغ تعداد سكانها 148 حسب تعداد اليمن لعام 2004.